# Viedma
Viedma ist die Hauptstadt der Provinz Río Negro im südlichen Argentinien. Sie liegt 30 Kilometer oberhalb der Mündung des Flusses Río Negro in den Südatlantik. Viedma und die Nachbarstadt Carmen de Patagones auf der anderen Seite des Flusses formen eine Doppelstadt mit insgesamt etwa 80.000 Einwohnern, wobei ca. 50.000 auf Viedma und 30.000 auf Carmen de Patagones entfallen.

## Geographie und Klima

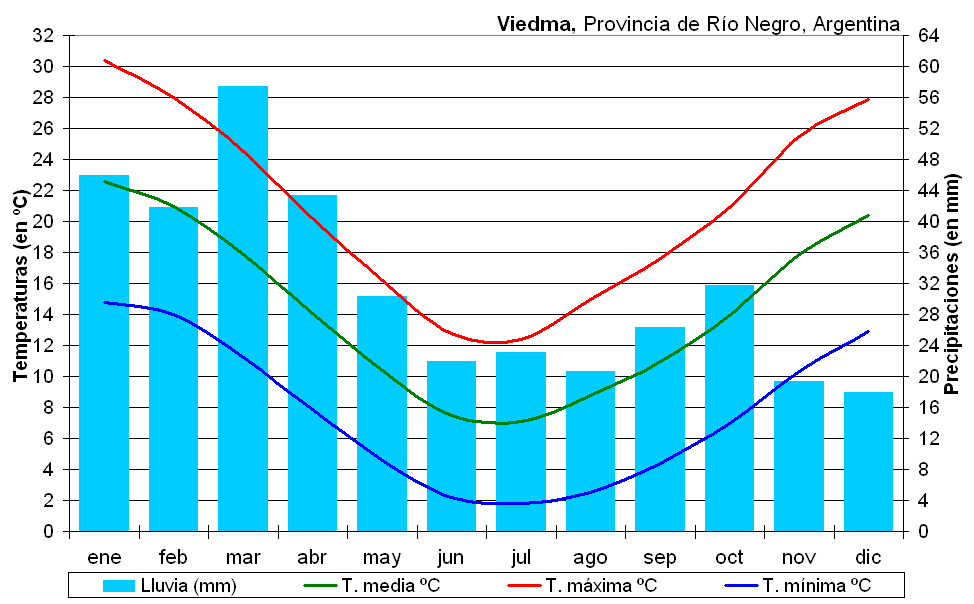
Klimadiagramm von Viedma

Viedma liegt im Tal des wasserreichen Río Negro, dennoch hat das Umland wegen der steinigen Böden, des windigen Klimas und der geringen Niederschläge (ca. 350 bis 400 mm/Jahr) einen nahezu halbwüstenählichen Charakter. Deshalb wird heute dort Bewässerungslandwirtschaft betrieben. Das Umland ist Teil des patagonischen Schichtstufenlands, einer Dornbuschsteppe mit fast völliger Abwesenheit von Bäumen.

## Geschichte
Der Name Viedma geht zurück auf Francisco de Viedma, der den Río Negro erforschte, um am Flusslauf eine Festung zu errichten. 1779 wurde auf dem Gebiet des heutigen Viedmas eine Festung gegründet, die jedoch bald aufgegeben und ans Nordufer des Río Negro (heutiges Carmen de Patagones) verlegt wurde. Dennoch wurde nach einiger Zeit hier eine landwirtschaftliche Kolonie angelegt. 1878 wurde Viedma Hauptstadt des Nationalterritoriums Río Negro, das 1955 zur Provinz erklärt wurde. 1986 wollte der Staatspräsident Raúl Alfonsín im Rahmen eines Dezentralisierungsplans die Hauptstadt Argentiniens von Buenos Aires nach Viedma verlegen, doch die Wirtschaftskrise (1987–1991) und der darauffolgende Machtwechsel machten die Umsetzung des Plans zunichte. In der zweiten Hälfte der 1980er-Jahre wurden weite Ländereien rund um Viedma von Bodenspekulanten in der Hoffnung auf einen Hauptstadtwechsel gekauft, ebenfalls stieg die Zahl der Zuwanderer sprunghaft an. Dies hatte zur Folge, dass breite Sektoren der Armut entstanden und die Arbeitslosigkeit heute die höchste von ganz Patagonien ist.

## Wirtschaft
Während Carmen de Patagones und sein Umland schon lange ein Zentrum der Land- und Viehwirtschaft sind, war die Wirtschaft Viedmas lange von den Verwaltungsposten abhängig. Heute wird im Tal des Río Negro ebenfalls mit Hilfe von künstlicher Bewässerung Landwirtschaft betrieben, gleichzeitig konzentrierten sich die Investitionen im Tourismusbereich, vor allem in den 28 Kilometer südlich gelegenen, landschaftlich sehr reizvollen Badeort El Cóndor und die Seelöwenkolonie Punta Bermeja.
Etwa 9 Kilometer südlich der Stadt befindet sich der Flughafen Viedma.

## Sehenswürdigkeiten
In Carmen de Patagones haben sich mehrere Bauten aus dem 18. und 19. Jahrhundert erhalten, welche im kolonialen und neokolonialen Stil erbaut sind. Dazu zählen das Haus La Carlota, der Festungsturm und die Kirche Nuestra Señora del Carmen. Die Stadt Viedma dagegen ist modern und – bis auf die Kathedrale – ohne architektonische Sehenswürdigkeiten.

## Söhne und Töchter der Stadt
- Juan Cambareri (1916–1992), Bandoneonist, Bandleader und Tangokomponist
- Johannes Edmund Vecchi (1931–2002), Generaloberer der Ordensgemeinschaft der Salesianer Don Boscos
- Gastón Cellerino (* 1986), Fußballspieler
- Agustín Vidal (* 1987), Handballspieler
- Stefania Rodríguez (* 1989), Handballspielerin